# Которская волость (Жиздринский уезд)
Которская волость — административно-территориальная единица в составе Жиздринского уезда Калужской (с 1920 — Брянской) губернии.
Центр — село Которь.

## История
Которская волость Жиздринского уезда образована в ходе реформы 1861 года, в неё вошли населенные пункты прихода Пятницкой церкви сёла Которь. В 1880 в волости было 23 сельских общества, 50 общин, 24 селения, 625 дворов, 3316 жителей.
Земельная площадь - 14106 десятин, в том числе пахотной земли — 5507. По виду собственности:
- во владении крестьянских обществ — 6891, в т.ч. пахотной — 4566
- во владении частных лиц — 7174, в т.ч. пахотной — 906
- остальной - 41 (35).

Крупнейшими частными землевладельцами на территории волости были промышленник С.И.Мальцов и основанное им Акционерное общество Мальцовских заводов.
На 1.01.1913 Которская волость делилась на 2 стана, 4 земских участка и 2 участка судебных следователей. В неё входили населенные пункты (указано число жителей):
- д. Александровка (Дикроновка) — 191
- д. Баранково — 430
- д. Воймирово — 108
- д. Гремячая (Телятинка) — 215
- д. Гульцево-Верхнее, школа ц-пр. — 418
- д. Гульцево-Нижнее — 215
- д. Дмитриевка (Трубачовка) — 137
- д. Звитовка — 128
- д. Кишеевка (Кошатинка) — 226
- д. Куклино — 222
- с. Которь, школы ц-пр. и земская — 465
- д. Кочуково — 196
- д. Маслово (Теплец) — 240
- д. Незвадово — 116
- д. Никитинка (Амельчи, Колесиловка) — 161
- д. Николаевка — 190
- д. Павловка — 160
- д. Роженск, школа земская — 383
- д. Сухой Сот — 257
- д. Сяглово-Верхнее, школа ц-пр., — 118
- д. Сяглово-Нижнее — 79
- д. Толмачовский хутор — 69
- д. Хлуднево — 717

Всего — 5612 жителей.
В 1924 Которская область была упразднена (поделена между Маклаковской и Брынской волостями).
В 1929 г. Которской, Хлудневский, Гульцовский и Сягловский сельсоветы, образованные на территории бывшей Которской волости, вошли в состав Думиничского района.